# جون دنفر
جون دنفر (بالإنجليزية: John Denver)؛ (31 ديسمبر 1943 - 12 أكتوبر 1997) مطرب كاتب لأغانيه، ممثل، ناشط وشاعر أمريكي واعتبر من أشهر وأبرز الفنانين الذين استخدموا «الموسيقى دون مدخلات» Acoustic music وحققت تسجيلاتهم مبيعات قياسية.
قام دنفر بتسجيل واصدار نحو 300 أغنية، بينها نحو 200 من ألحانه. أُطلق عليه لقب «أمير شِعر كولورادو» في 1977. أغانٍ من قبيل: "Leaving on a Jet Plane", "Take Me Home, Country Roads", "Rocky Mountain High", "Sunshine on My Shoulders", "Thank God I'm a Country Boy", "Annie's Song" و "Calypso" حازت على شعبية حول العالم.
ولد هنري جون دوتشندروف جونيور في روزويل، نيوميكسيكو ابنا لإيرما لويز سوب وهنري جون دوتشندروف سينيور وهو ضابط ومدرب طيران في القوات الجوية الأمريكية من أصول ألمانية.
عرف عن دنفر نشاطه السياسي والاجتماعي والبيئي فقد كان من مناصري الحزب الديمقراطي كما شارك في حملة جيمي كارتر ليصبحا صديقين حميمين. كما شارك في عدد من النشاطات الخيرية ذات الأهداف البيئية وللمشردين والفقراء ومشكلة الإيدز في أفريقيا. قام بتأسيس «مؤسسة ويندستار» التي تعنى بالشأن البيئي في العام 1976 وذلك للترويج لأسلوب السكن الذي يطبق التنمية المستدامة.
في 12 أكتوبر 1997 قتل دنفر حين تحطمت طائرة تجريبية من نوع Long-EZ في مياه المحيط الهادي قرب باسيفيك غروفي، كاليفورنيا. كان لدنفر نحو 2700 ساعة خبرة من الطيران. أفاد تقرير التشريح عدم العثور على أية آثار للكحول أو مواد مخدرة في جسمه.
عقب وفاته أصدر حاكم كولورادو آنذاك روي رومر أمرا بتنكيس أعلام الولاية تكريما له.
حاز دنفر خلال حياته على عدد من الجوائز والتكريمات منها ألبوم السنة العام 1974 من قبل أكاديمة موسيقى الكنتري، 3 من جوائز الموسيقى الأمريكية، جائزتين من جمعية موسيقى الكنتري، جائزة إيمي في 1975 وجائزتي غرامي. إضافة لحمله ألقابا وأوسمة من قبيل «أمير شعر كولورادو» Poet Laureate of Colorado في 1977، ميدالية الخدمة العامة من ناسا في 1985، جائزة ألبرت شوايتزر الموسيقية في 1993.

## وصلات خارجية
- جون دنفر على موقع IMDb (الإنجليزية)
- جون دنفر على موقع الموسوعة البريطانية (الإنجليزية)
- جون دنفر على موقع روتن توميتوز (الإنجليزية)
- جون دنفر على موقع ألو سيني (الفرنسية)
- جون دنفر على موقع ميوزك برينز (الإنجليزية)
- جون دنفر على موقع رولينغ ستون (الإنجليزية)
- جون دنفر على موقع أول موفي (الإنجليزية)
- جون دنفر على موقع قاعدة بيانات الأفلام السويدية (السويدية)
- جون دنفر على موقع إن إن دي بي (الإنجليزية)
- جون دنفر على موقع أول ميوزيك (الإنجليزية)
- الموقع الرسمي
- John Denver Fan Club